# Erirhinidae
Famille
Erirhnidae est une famille d'insectes de l'ordre des coléoptères (insectes possédant en général deux paires d'ailes incluant entre autres les scarabées, coccinelles, lucanes, chrysomèles, hannetons, charançons et carabes).

## Liste des genres
Selon ITIS (13 octobre 2019) :
- genre Brachybamus Germar, 1835
- genre Cyrtobagous Hustache, 1929
- genre Grypus Germar, 1817
- genre Lissorhoptrus LeConte, 1876
- genre Neochetina Hustache, 1926
- genre Notaris Germar, 1817
- genre Notiodes Schönherr, 1838
- genre Onychylis LeConte, 1876
- genre Procas Stephens, 1831
- genre Stenopelmus Schönherr, 1835
- genre Tanysphyrus Germar, 1817

Selon NCBI (13 octobre 2019) :
- genre Brachybamus
- genre Dorytomus
- genre Echinocnemus
- genre Grypus
- genre Hydrotimetes
- genre Lissorhoptrus
- genre Neochetina
- genre Notaris
- genre Notiodes
- genre Onychylis
- genre Paocryptorrhinus
- genre Penestes
- genre Procas
- genre Smicronyx
- genre Stenopelmus
- genre Tanysphyrus
- genre Thryogenes
- genre Tournotaris